# Okean
Okean (russisch Океан für Ozean) bezeichnet eine Serie von Erdbeobachtungssatelliten auf polaren Umlaufbahnen zur Beobachtung der Ozeane. Der Hauptzweck war die Beobachtung der Ozeane und die Erfassung von Oberflächentemperatur, Windgeschwindigkeit, Meeresfarbe, Eisbedeckung, Wolkenbedeckung und Niederschläge. Die Satelliten wurden vom sowjetischen Konstruktionsbüro OKB-586, dem späteren KB Juschnoje, in Dnepropetrowsk entwickelt. Bis auf einen wurden alle Satelliten vom Kosmodrom Plessezk durch Zyklon-Raketen ins All gebracht.

## Ausführungen

### Okean-E
Diese Satelliten verfügten noch über kein Radar, sondern hatten Radiometer, Polarimeter und Spektrometer an Bord. Unter den Bezeichnungen Kosmos 1076 und Kosmos 1151 wurden 1979 bzw. 1980 zwei Satelliten dieses Typs gestartet.

### Okean-OE
Diese Satelliten-Prototypen hatten nun auch ein X-Band-Radar an Bord. Unter den Bezeichnungen Kosmos 1500 und Kosmos 1602 wurden 1983 bzw. 1984 zwei Satelliten dieses Typs gestartet.

### Okean-O1
Dies war die operationelle Serie der Okean-Satelliten. Die typische Ausstattung bestand aus folgenden Instrumenten:
- RLSBO: Seitensichtradar (reale Apertur) mit einer Auflösung von 1,5 bis 2 km und einer Schwadbreite von 470 km
- RM-08: Passives Mikrowellen-Radiometer mit einer Auflösung von 15 km und einer Schwadbreite von 550 km
- MSU-M: Mehrkanal-Scanner mit einer Auflösung von 2 km und einer Schwadbreite von 1900 km
- MSU-S: Mehrkanal-Scanner mit einer Auflösung von 0,37 km und einer Schwadbreite von 1100 km

Neun Satelliten wurden gebaut. Die ersten zwei trugen die Bezeichnungen Kosmos 1766 und Kosmos 1869 und wurden 1986 bzw. 1987 gestartet. Das dritte Exemplar wurde unter der Bezeichnung Okean 1 im Jahr 1988 ins All gebracht. Beim vierten Start 1989 versagte die dritte Stufe der Zyklon-Trägerrakete, so dass der Satellit nicht in die gewünschte Umlaufbahn gebracht werden konnte. In den Jahren 1990 und 1991 gingen Okean 2 und Okean 3 in den Betrieb.
Nach dem Zusammenbruch der Sowjetunion 1992 ergab sich die Situation, dass Entwicklungs- und Produktionsstätten der Okean-Satelliten und der Zyklon-Raketen sich in der nun unabhängigen Ukraine befanden. Zu diesem Zeitpunkt war nur noch Okean 3 in Betrieb.
Der siebte Satellit wurde 1994 gestartet und wird sowohl als Okean 4 als auch als Okean-O1 no. 7 bezeichnet. Der achte wurde gemeinsam von Russland und der Ukraine betrieben. Der Satellit startete 1995 unter der ukrainischen Bezeichnung Sich-1. Es handelte sich dabei um den ersten Satelliten der Ukraine.
Der neunte und letzte Satellit dieser Serie hatte zusätzliche Instrumente an Bord und trug den Namen Sich-1M. Beim Start am 24. Dezember 2004 trat jedoch eine Fehlfunktion der dritten Stufe der Zyklon-Rakete auf, so dass Sich-1M nicht die gewünschte Kreisbahn, sondern nur eine stark elliptische Umlaufbahn erreichte. Er war statt drei Jahren nur 16 Monate in Betrieb.

### Okean-O
Die Okean-O-Serie bestand nur aus einem einzigen Satelliten. Finanziert wurde er von der Staatlichen Weltraumagentur der Ukraine und der russischen Raumfahrtbehörde Roskosmos. Er wurde in der Ukraine von KB Juschnoje entwickelt und von Juschmasch gefertigt. Er basierte auf dem Typ Okean-O1, hatte aber mehr Instrumente und war deutlich größer.
Dieser Satellit wurde 1999 unter der Bezeichnung Okean-O ins All gebracht. Er war der einzige, der mit einer Zenit-Rakete vom Kosmodrom Baikonur gestartet wurde. Aufgrund eines Problems mit der Lageregelung stellte der Satellit im Herbst 2000 den Betrieb ein. Weder die Ukraine noch Russland hatten die finanziellen Mittel für einen weiteren Satelliten.

## Startliste
| Name                      | Typ      | Start (UTC)               | Startplatz     | NSSDC-ID  | Anmerkung                                     |
| ------------------------- | -------- | ------------------------- | -------------- | --------- | --------------------------------------------- |
| Kosmos 1076               | Okean-E  | 12. Februar 1979, 13:00   | Plessezk, 32/2 | 1979-011A | in Betrieb bis 13. März 1980                  |
| Kosmos 1151               | Okean-E  | 23. Januar 1980, 07:00    | Plessezk, 32/1 | 1980-005A | in Betrieb bis 13. Oktober 1981               |
| Kosmos 1500               | Okean-OE | 28. September 1983, 07:59 | Plessezk, 32/1 | 1983-099A | in Betrieb bis 16. Juli 1986                  |
| Kosmos 1602               | Okean-OE | 28. September 1984, 06:00 | Plessezk, 32/2 | 1984-105A | in Betrieb bis 5. Dezember 1986               |
| Kosmos 1766               | Okean-O1 | 28. Juli 1986, 21:08      | Plessezk, 32/2 | 1986-055A | in Betrieb bis 24. Oktober 1988               |
| Kosmos 1869               | Okean-O1 | 16. Juli 1987, 04:25      | Plessezk, 32/2 | 1987-062A | in Betrieb bis 30. Mai 1989                   |
| Okean 1                   | Okean-O1 | 5. Juli 1988, 09:45       | Plessezk, 32/1 | 1988-056A | in Betrieb bis 1990                           |
| -                         | Okean-O1 | 9. Juni 1989, 10:10       | Plessezk, 32/2 | -         | Fehlstart                                     |
| Okean 2                   | Okean-O1 | 28. Februar 1990, 00:55   | Plessezk, 32/2 | 1990-018A | in Betrieb bis 1991                           |
| Okean 3                   | Okean-O1 | 4. Juni 1991, 08:10       | Plessezk, 32/2 | 1991-039A | in Betrieb bis 1993                           |
| Okean 4                   | Okean-O1 | 11. Oktober 1994, 14:30   | Plessezk, 32/2 | 1994-066A | in Betrieb bis 1996                           |
| Sich 1 (auch: Sitsch-1)   | Okean-O1 | 31. August 1995, 06:49    | Plessezk       | 1995-046A | in Betrieb bis 1996                           |
| Okean-O                   | Okean-O  | 17. Juli 1999, 06:38      | Baikonur, 45/1 | 1999-039A | in Betrieb bis Herbst 2000                    |
| Sich-1M (auch: Sitsch-1M) | Okean-O1 | 24. Dezember 2004, 11:20  | Plessezk, 32/2 | 2004-052A | falsche Umlaufbahn, in Betrieb bis April 2006 |